# تپه قلعه بوینی
تپه قلعه بوینی مربوط به هزاره اول قبل از میلاد - سده‌های متاخر دوران‌های تاریخی پس از اسلام است و در شهرستان ورزقان، بخش مرکزی، دهستان ازومدل جنوبی، جنوب روستای قره بلاغ واقع شده و این اثر در تاریخ ۲۷ بهمن ۱۳۸۷ با شمارهٔ ثبت ۲۴۷۰۱ به‌عنوان یکی از آثار ملی ایران به ثبت رسیده است.